# 田村四郎
田村 四郎（たむら しろう、1931年2月7日 - 2003年10月9日）は、日本の実業家。日医工創業者。

## 人物・来歴
1953年富山大学薬学部卒業。同期にリードケミカル創業者の森政雄がいた。日本医薬品工業（現日医工）を創業し、ジェネリック医薬品の製造・販売を行った。1984年富山県の大学の研究振興などを目的に田村科学技術振興財団設立。富山県薬業連合会会長なども務めた。2003年10月9日、呼吸不全のため死去。田村友一は長男で、2000年に第2代代表取締役社長に就任。